# 巴拉自行車館
巴拉自行車館（又名里約奧林匹克自行車館）是一座位於巴西里約熱內盧尼爾森·畢奇國際賽車場原址的體育場地。此處曾舉辦2016年夏季奧林匹克運動會與2016年夏季帕拉林匹克運動會的自由車項目場地賽賽事。

## 備註
1. ↑  另兩座位於尼爾森·畢奇國際賽車場（英语：Autódromo Internacional Nelson Piquet）原址的體育場地為HSBC體育館及瑪麗亞·蓮克水上運動中心。

## 外部連結
- Rio2016.org.br bid package. Volume 2. p. 18.
- Sports and venues of the 2016 Summer Olympics

22°58′47″S 43°23′40″W / 22.97972°S 43.39444°W